# Marco Dittgen
Marco Dittgen (* 19. August 1974 in Saarbrücken) ist ein deutscher ehemaliger Fußballspieler.

## Sportlicher Werdegang
Marco Dittgen, der in Saarbrücken geboren wurde und im nahegelegenen Püttlingen aufwuchs, stammt aus der Nachwuchsabteilung des FV 08 Püttlingen. 1991 wechselte der Offensivspieler in den Jugendbereich des 1. FC Kaiserslautern, mit dem er 1991/92 deutscher A-Jugendmeister wurde. 1993 schaffte er den Sprung in den Profikader der Pfälzer, kam über sporadische Einsätze beim damaligen Vizemeister aber nicht hinaus. 1994 wechselte Dittgen zu Dynamo Dresden, musste mit den Sachsen aber aus der Bundesliga absteigen. Für die SGD erzielte er seine einzigen drei Tore in der höchsten deutschen Spielklasse.
1995 ging er in die Schweiz zum BSC Young Boys. Als Tabellenletzter verpasste er mit dem Nationalliga-A-Klub die Finalrunde und trat anschließend in der Auf- bzw. Abstiegsrunde an. Diese schloss man als Tabellenerster ab, woran Dittgen mit 8 Toren in 12 Einsätzen seinen Anteil hatte. Im ersten Halbjahr hatte er bereits fünf Tore erzielt. Nach einer Spielzeit in Bern schloss er sich dem FC St. Gallen an, mit dem er sich erfolgreich für die Finalrunde qualifizierte. Wieder ein Jahr später unterschrieb er einen Vertrag beim italienischen Drittligisten US Palermo. Die Saison wurde mit dem 14. Platz abgeschlossen, wodurch die Mannschaft zu Play-out-Spielen antreten musste, die erfolgreich bestritten wurden. Den Italienern bleibt er indes weniger wegen seiner sportlichen Leistungen in Erinnerung: Zum einen zog er sich eine kuriose Verletzung zu: Bei der Gartenarbeit stach ihm ein Rosendorn ins Auge. Zum anderen verlief die Abwicklung des Transfers von St. Gallen nach Palermo nicht korrekt ab. In den Fall schaltete sich auch die FIFA ein.
Palermo war seine letzte Auslandsstation, in Deutschland spielte er 1998/99 beim VfB Leipzig in der Regionalliga Nordost. Es folgten Tätigkeiten bei den damaligen Zweitligavereinen Chemnitzer FC und SV Waldhof Mannheim. Mit Chemnitz hatte er zumindest im ersten Jahr Erfolg: Er war bester interner Torschütze mit 10 Toren und die aus der Regionalliga aufgestiegene Mannschaft erreichte den Klassenerhalt. Das zweite Jahr endete mit dem Abstieg als Tabellenletzter. Noch in der Winterpause war Dittgen allerdings nach Mannheim gewechselt. Dort kam er nur als „Joker“ zum Zuge und Dittgen bezeichnete diese Zeit später als die schlechteste seiner Karriere. 2001/02 spielte er bei Rot-Weiß Erfurt in der Regionalliga.
Nach dem Ende des Engagements in Erfurt hielt er sich zunächst bei seinem Heimatverein in Püttlingen fit und schloss sich dann dem SV Röchling Völklingen in der Oberliga Südwest an. Trotz 14 Toren von Dittgen stieg die Mannschaft in die Verbandsliga ab. Dittgen, der zu dieser Zeit mit dem Profifußball eigentlich noch nicht abgeschlossen hatte, blieb dem Klub zunächst treu. Zu einer Rückkehr zu einem höherklassigen Verein kam es nicht mehr. Er trat seitdem für verschiedene saarländische Vereine an; zuletzt spielte er für den SV Klarenthal in der Kreisliga A Warndt. Mit 44 Jahren beendete er seine Karriere.

## Statistik
| Liga           | Spiele (Tore) |
| -------------- | ------------- |
| 1. Bundesliga  | 23 0(3)       |
| 2. Bundesliga  | 49 (10)       |
| Regionalliga   | 56 (17)       |
| Nationalliga A | 36 0(9)       |
| Serie C        | 21 0(2)       |
| Wettbewerb     |               |
| DFB-Pokal      | 08 0(5)       |